# J.P. Prince
Pour les articles homonymes, voir Prince.
J.P. Prince, né le 14 juillet 1987 à Jackson au Mississippi, est un joueur américain de basket-ball.
C'est le cousin de Tayshaun Prince.